# Allium taiwanianum
Allium taiwanianum — вид квіткових рослин з підродини цибулевих (Allioideae). Ендемік Тайваню.